# L'Élan tempéré
L'Élan tempéré est un tableau réalisé par Vassily Kandinsky en 1944. En dépôt au musée d'Art moderne et contemporain de Strasbourg, cette œuvre a donné lieu à plusieurs interprétations.

## Historique
Cette huile sur carton est en dépôt au musée d'Art moderne et contemporain de Strasbourg depuis 1998.
Dernière peinture achevée et ajoutée au catalogue manuscrit de l’artiste, elle est datée de mars 1944.

## Interprétations
Œuvre énigmatique, sorte de « peinture-rébus », elle a donné lieu à de nombreuses interprétations. Sophie Bernard, commissaire de l’exposition Kandinsky, les années parisiennes (2016), jugeant d’une « douce mélancolie » le violet mat, rappelle ce que l’artiste écrivait sur cette couleur dans Du spirituel dans l’art : « le violet est donc un rouge refroidi au sens physique et au sens psychique. Il a, par suite, quelque chose de maladif, d’éteint (mâchefer!), de triste. »
Pour Philippe Sers, elle se lit en diagonal du bas à droite au haut à gauche; la forme en bas, semblable à un micro-organisme, figure le peintre, avec sa palette en main, sur laquelle est représenté un cavalier (Saint-Georges) avec une lance (le pinceau) puis, sous la forme d’une tenture ou d’un voile, la toile qui occupe l’espace central et enfin, en haut à gauche, une « lumière spirituelle ».
Will Grohmann, dans son ouvrage sur Kandinsky (1958), écrit que le violet évoque un « doux chagrin » et que la figure en haut à gauche est « semblable à un ange [...] qui occupe, dans le tableau, la mème place que l'ange dans le Sacrifice de Manoé de Rembrandt »,. Dans un article intitulé « Kandinsky – Synthèse », l’auteur estime qu’il faut reconnaître dans cette figure de l’ange l’approche spirituelle de l’artiste en fin de vie.